# Yeferson Soteldo
Pour les articles homonymes, voir Soteldo.
Yeferson Julio Soteldo Martínez, abrégé Yeferson Soteldo né le 30 juin 1997 à Acarigua, est un footballeur international vénézuélien. Il joue au poste d'ailier au Fluminense FC.

## Carrière

### En club
Yeferson Soteldo rejoint le CD Huachipato en février 2017.
Le 26 avril 2021, il s'engage jusqu'en 2025 avec le Toronto FC en Major League Soccer.
Il est transféré aux Tigres UANL le 31 janvier 2022 dans une transaction qui voit Carlos Salcedo rejoint le Toronto FC.

### En sélection
Avec les moins de 20 ans, il participe au championnat sud-américain des moins de 20 ans en 2017. Lors de cette compétition, il inscrit trois buts : contre la Colombie, l'Équateur, et l'Uruguay.
Il honore sa première sélection le 2 février 2016 lors d'un match amical gagné un à zéro contre le Costa Rica.

## Statistiques
| Saison                | Club                  | Championnat           | Championnat | Championnat | Coupe(s) nationale(s) | Coupe(s) nationale(s) | Compétition(s) continentale(s) | Compétition(s) continentale(s) | Compétition(s) continentale(s) | Total | Total |
| Saison                | Club                  | Division              | M.          | B.          | M.                    | B.                    | Comp.                          | M.                             | B.                             | M.    | B.    |
| 2013-2014             | Zamora FC             | Primera División      | 3           | 0           | 0                     | 0                     | -                              | -                              | -                              | 3     | 0     |
| 2014-2015             | Zamora FC             | Primera División      | 27          | 3           | 0                     | 0                     | CL                             | 0                              | 0                              | 27    | 3     |
| 2015                  | Zamora FC             | Primera División      | 21          | 12          | 3                     | 0                     | CL+CS                          | 5+2                            | 0+1                            | 31    | 13    |
| 2016                  | Zamora FC             | Primera División      | 33          | 6           | 1                     | 1                     | CS                             | 4                              | 1                              | 38    | 8     |
| Sous-total            | Sous-total            | Sous-total            | 84          | 21          | 4                     | 1                     | -                              | 11                             | 2                              | 99    | 24    |
| 2016-2017             | CD Huachipato         | Primera División      | 8           | 0           | -                     | -                     | -                              | -                              | -                              | 8     | 0     |
| 2017                  | CD Huachipato         | Primera División      | 14          | 2           | 7                     | 4                     | -                              | -                              | -                              | 21    | 6     |
| Sous-total            | Sous-total            | Sous-total            | 22          | 2           | 7                     | 4                     | -                              | -                              | -                              | 29    | 6     |
| 2018                  | Universidad de Chile  | Primera División      | 26          | 5           | 6                     | 2                     | CL                             | 5                              | 0                              | 37    | 7     |
| 2019                  | Santos FC             | Serie A               | 32          | 9           | 17                    | 2                     | CS                             | 2                              | 1                              | 51    | 12    |
| 2020                  | Santos FC             | Serie A               | 24          | 4           | 14                    | 1                     | CL+CL                          | 11+5                           | 2+1                            | 54    | 8     |
| Sous-total            | Sous-total            | Sous-total            | 56          | 13          | 31                    | 3                     | -                              | 18                             | 4                              | 105   | 20    |
| 2021                  | Toronto FC            | MLS                   | 24          | 3           | 2                     | 1                     | LCC                            | 0                              | 0                              | 26    | 4     |
| 2021-2022             | Tigres UANL           | Liga MX               | 0           | 0           | 0                     | 0                     | -                              | -                              | -                              | 0     | 0     |
| Total sur la carrière | Total sur la carrière | Total sur la carrière | 186         | 39          | 50                    | 11                    | -                              | 34                             | 6                              | 270   | 56    |

### En sélection nationale
| Saison                | Sélection             | Phases finales          | Phases finales | Phases finales | Phases finales | Éliminatoires CDM | Éliminatoires CDM | Éliminatoires CDM | Matchs amicaux | Matchs amicaux | Matchs amicaux | Total | Total | Total |
| Saison                | Sélection             | Compétition             | M              | B              | Pd             | M                 | B                 | Pd                | M              | B              | Pd             | M     | B     | Pd    |
| --------------------- | --------------------- | ----------------------- | -------------- | -------------- | -------------- | ----------------- | ----------------- | ----------------- | -------------- | -------------- | -------------- | ----- | ----- | ----- |
| 2015-2016             | Venezuela             | Copa América Centenario | -              | -              | -              | 0                 | 0                 | 0                 | 1              | 0              | 0              | 1     | 0     | 0     |
| 2016-2017             | Venezuela             | -                       | -              | -              | -              | 3                 | 0                 | 0                 | -              | -              | -              | 3     | 0     | 0     |
| 2017-2018             | Venezuela             | -                       | -              | -              | -              | 2                 | 0                 | 0                 | 1              | 0              | 0              | 3     | 0     | 0     |
| 2018-2019             | Venezuela             | Copa América 2019       | 4              | 0              | 1              | -                 | -                 | -                 | 1              | 0              | 0              | 5     | 0     | 1     |
| 2019-2020             | Venezuela             | -                       | -              | -              | -              | -                 | -                 | -                 | 4              | 1              | 1              | 4     | 1     | 1     |
| 2020-2021             | Venezuela             | Copa América 2021       | 1              | 0              | 0              | 3                 | 0                 | 1                 | -              | -              | -              | 4     | 0     | 1     |
| 2021-2022             | Venezuela             | -                       | -              | -              | -              | 7                 | 1                 | 2                 | 2              | 0              | 1              | 9     | 1     | 3     |
| 2022-2023             | Venezuela             | -                       | -              | -              | -              | -                 | -                 | -                 | 4              | 1              | 1              | 4     | 1     | 1     |
| 2023-2024             | Venezuela             | Copa América 2024       | 4              | 0              | 0              | 6                 | 1                 | 1                 | -              | -              | -              | 10    | 1     | 1     |
| 2024-2025             | Venezuela             | -                       | -              | -              | -              | 1                 | 0                 | 0                 | -              | -              | -              | 1     | 0     | 0     |
| Total sur la carrière | Total sur la carrière | Total sur la carrière   | 9              | 0              | 1              | 22                | 2                 | 4                 | 13             | 2              | 3              | 44    | 4     | 8     |

## Palmarès
Il remporte le championnat du Venezuela en 2013-2014, 2015 et 2016 avec le Zamora FC.